# ふるさとZIP探偵団
『ふるさとZIP探偵団』（ふるさとジップたんていだん）は、関西テレビで毎週土曜日朝10:00 - 10:54に放送されていた旅番組・バラエティ番組。全688回。ここでは、改題リニューアル後の番組『ZIP!』についても紹介する。

## 概要
第1回放送は、1989年4月1日。兵庫県津名郡由良町（現・洲本市由良町）から。新藤栄作が担当。ZIPコード656-25。明石海峡を船で渡り、由良町まで自転車で行ったようである。
1999年10月2日に『ZIP!』と題してリニューアルし、2002年9月28日までの14年間にわたって放送された。放送回数は688回を数える。また、CS放送関西テレビ☆京都チャンネル（2009年閉局）でも『なつかしZIPアーカイブ』としてノーカットで放送されていた。なお、オリジナルの『ふるさとZIP探偵団』には阪神・淡路大震災前の映像もあったが、『なつかしZIPアーカイブ』ではその部分については放送を控えていた模様。

## 内容
番組内容は、謎のボスからZIPコード（郵便番号）の土地を探索する指令が出され、探偵と呼ばれるタレントが現地に行って探索するもの（番組の後期では郵便番号7桁の制度ができ、そのままではあまりに探索する範囲が狭められてしまうため、郵便番号ではなくモニターに表示されるスロットで府県・市町村・界隈名を決めて土地を探索するようになった）。指令の土地は、基本的に近畿地方から選ばれていたが、一度高知県内が指令の土地になったことがある（1998年10月から半年間は高知さんさんテレビにも同時ネットされていたため）。謎のボスは、新藤栄作引退の回において全身黒ずくめの姿で現れ、自転車で夜空を飛びながら新藤に労いの言葉をかけるシーンはあったものの、結局、最終回まで正体不明のままであった。

## 出演者

### 探偵
- 原田伸郎 - 第1回から最終回まで出演。
- 佐藤蛾次郎 - 原田と共に第1回から最終回まで出演。料理が得意であったため、自前の包丁セットを持参していたようだ。他人の家に上がりこんで冷蔵庫を勝手に開けたり、ご飯を頂いたりといった行動を、他のメンバーは「蛾次る」と呼んでいた。
- 新藤栄作 - 自転車で探索を得意とする。初期はシティサイクルであったが、中期頃になると輪行袋を使っての移動を行うようになる。しかし、後に腰を痛めたとかで自転車に乗らなくなってしまった。また、自身が探索している放送回の最後に、「ミス○○」と称して、その土地の「美女」を紹介していたことがある。1998年6月6日の和歌山県日高郡美山村（彼の故郷）の探索を最後に引退。桑原征平にバトンタッチ。
- 桑原征平 - 1998年5月9日のリニューアル時から「駅長」として登場。新藤栄作が引退した時に、ボスから「駅長、探偵やってみるか？」と言われ、翌週から探偵となった。初探索の福井・三方町では、勢いあまって船から三方五湖に転落するという張り切りぶりだった。1999年9月25日の「ZIP探偵団」としての最終回で引退。
- 香田晋 - 桑原の後任として登場（ZIP!より）。1999年10月16日の天王寺が最初の探索だった。2000年3月25日の倉敷探索を最後に引退。
- 小林千絵 - 探偵の中で紅一点。元アイドルでありながら、体当たりの探偵ぶりを見せた。「行き遅れ」のイメージを自ら出していたが、出演期間中にめでたく結婚した。最初の探索は2000年4月8日の河内長野。番組終了まで探偵を続けた。
- 大八木淳史 - 引退した香田晋の後、小林千絵と同時に探偵就任。「優しい巨人」のイメージでアピールしていた。最初の探索は2000年4月29日の東大阪市・長瀬。番組終了まで探偵を続けた。

### 秘書
- 冴木杏奈 - 第1回から「ZIP探偵団」終了まで秘書として出演。
- 浜田千春

## 主題歌

### オープニングテーマ
- 馬が行く（大沢誉志幸）

### エンディングテーマ
- MORNING SELECTION （村田和人） - エンディング前には「一本の音楽」のインストゥルメンタルが流れていた。

## その他
- 放送の最後に、「番組に対するご意見をお寄せください」というクレジットが流されたが、意見を寄せると、年始に番組特製の年賀状が送られた。
- エンディングテーマ（「MORNING SELECTION」）の前に、その回に探索した土地の名産物、記念品などを3品程度、テレホンショッピングの形式で販売するコーナーが存在した（初期 - 中期）。